# Meïr Aron Goldschmidt

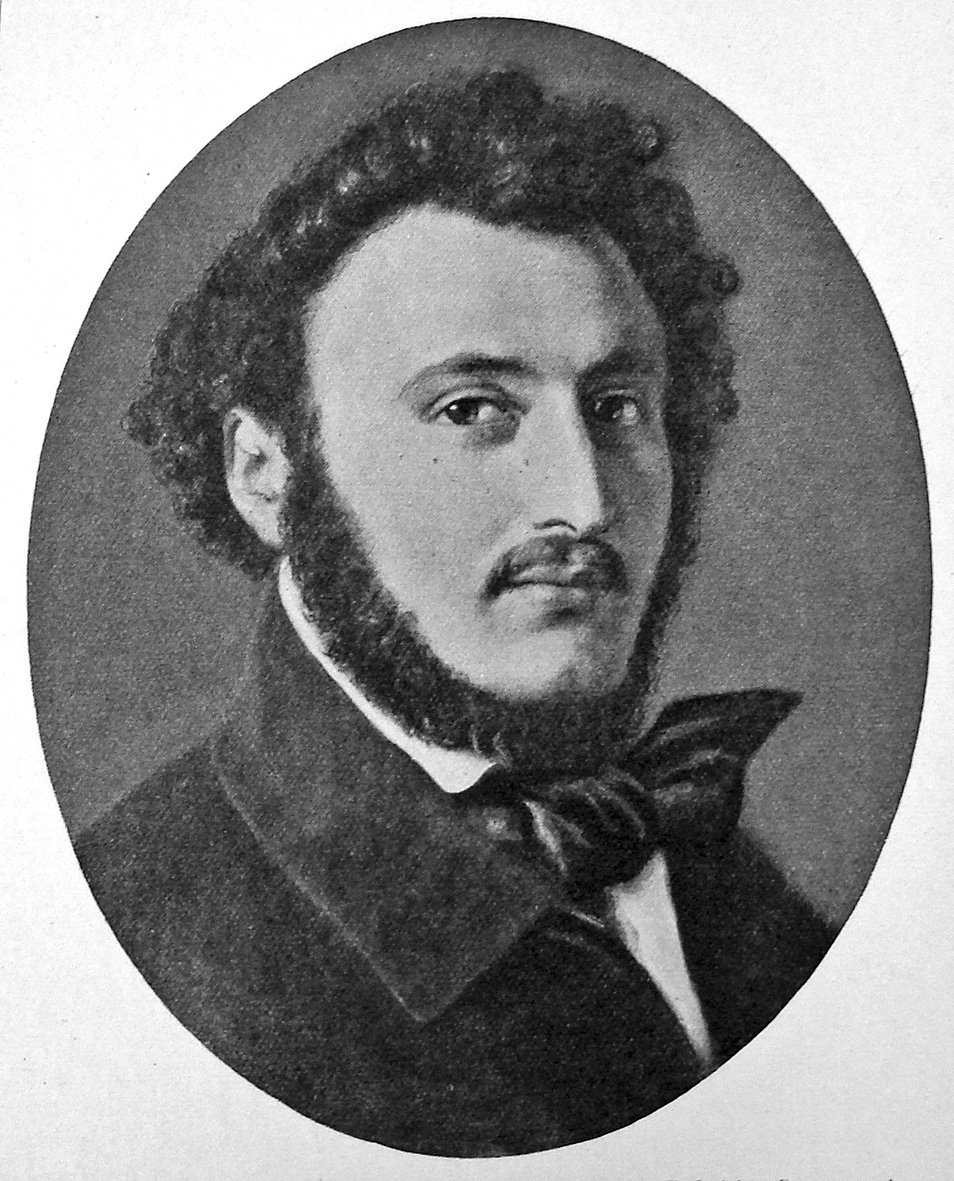
Meïr Aron Goldschmidt

 Meïr Aron Goldschmidt  (* 26. Oktober 1819 in Vordingborg; † 15. August 1887 in Kopenhagen) war ein dänischer Verleger, Journalist und Schriftsteller mit jüdischem Hintergrund. 

## Leben
Goldschmidt wuchs in Kopenhagen in einer streng jüdisch-orthodoxen Familie auf, seine jüngere Schwester war Ragnhild Goldschmidt. Die Begegnung mit der griechischen klassischen Kultur veränderte seine Haltung und bewog ihn nach Ansätzen der Harmonisierung jüdischen und nichtjüdischen Gedankengutes zu suchen. Besonders beeindruckte ihn die griechische Vorstellung der Nemesis und prägte zahlreiche seiner späteren Werke.
Nach seiner Promotion 1836 gründete er 1837 die Præstø Amts Tidende, die 1839 mit dem Callundborg Ugeblad zur Sjællandsposten fusionierte. Diese verkaufte er 1840 und gründete im gleichen Jahr die politische und satirische Wochenschrift Corsaren („Der Korsar“), in der er unter dem Pseudonym unterschiedlicher Herausgeber den König kritisierte. Er wurde zu (sechsmal vier Tagen) Gefängnis verurteilt und am 7. Juni 1843 vom Obersten Gericht als der wirkliche  Herausgeber unter Zensur gestellt. Corsaren bildete eine bleibende Innovation in der Geschichte des dänischen Journalismus.
Goldschmidt rühmte Søren Kierkegaard wegen seines Werkes Entweder – Oder, aber die gegenseitige Freundschaft ging zu Bruch, als Corsaren fortgesetzte Angriffe auf Kierkegaard unternahm – teilweise durch von Kierkegaard selbst provozierte Attacken.
Goldschmidt verkaufte 1846 Corsaren (die Zeitschrift erschien aber noch bis 1855) und verlegte 1847–1859 die politische Zeitschrift Nord og Syd („Nord und Süd“).
Politisch war Goldschmidt anfangs ein Neuerer mit republikanischen Sympathien und Neigungen zu den utopisch-sozialistischen Anschauungen (ein Novum in der dänischen Literatur), jedoch näherte er sich ab den 1850ern einer traditionelleren liberalen Ideologie an, sodass seine Versuche, eine politische Rolle als Herausgeber zu spielen, zu Vorwürfen des Opportunismus führten. Ca. 1860 beendete er seine Laufbahn als Meinungsbilder und konzentrierte sich auf die Literatur.
Seine Literatur zeigt ein Interesse an Metaphysik und Philosophie. Der Roman En Jøde (Ein Jude) beschreibt erstmals das Kopenhagener jüdische Milieu aus der Innenperspektive: Ein teilweise assimilierter Jude wird wegen der Vorurteile seiner Umgebung ausgeschlossen und fühlt Verunsicherung. Der große Roman Hjemløs beschäftigt sich mit der Vorstellung der Nemesis, ebenso die Arvingen („Die Erben“), die erste dänische literarische Bearbeitung des Themas Scheidung. Besonders wertvoll sind seine Erzählungen und Novellen, die jüdische Charaktere in einer besonderen Mischung von Ironie und von Sympathie beschreiben. Nicht selten wird dabei der Realismus durch eine Spielart des Mystizismus gebrochen.
Aus einer kurzen Ehe gingen ein Sohn (1846) und eine Tochter (1848) hervor.
Der Nachwelt gilt Goldschmidt als ambivalenter Autor. Seine Romane weisen durch lange Passagen reiner Handlungen und Schilderungen von Nebensächlichkeiten Schwachstellen auf, aber in der konzentrierten Form (besonders in den Altersnovellen) erweist er sich als der letzte große dänische Prosaautor der Romantik. Als Romantiker wendet sich sein Interesse den Problemen zu und er nimmt bestimmte Fragen der Psychologie vorweg, nicht zuletzt die Schriften Henrik Pontoppidans. Als erster dänisch-jüdischer Schriftsteller trug er mit der Schilderung seines Herkunftsmilieus zu einer wachsenden Aufgeschlossenheit zwischen beiden Kulturen bei. Schließlich gilt er als einer der Pioniere des modernen und unabhängigen dänischen Journalismus.

## Romane
- 1846 – En Jøde, veröffentlicht unter Pseudonym Adolph Meyer
  - deutsch: Ein Jude, übersetzt von Edmund Zoller, Wurzen, Verlags-Comptoir, 1856
  - deutsch: Ein Jude, übersetzt von Ernst Guggenheim, Berlin, Axel Juncker Verlag, 1912 und Rowohlt Verlag, 1992
- 1853–1857 – Hjemløs
- 1863 – Arvingen
- 1867 – Ravnen
- 1871 – Avromche Nattergal
  - deutsch: Avrohmche Nachtigall, Erzählungen, übersetzt und kommentiert von Gisela Perlet, Göttingen, Wallstein Verlag, 2003
- 1877 – Livs Erindringer og Resultater (Autobiografie)

## Sekundärliteratur
- Andreas Blödorn: „Bei mir ist immer etwas dahinter“. Jüdisches Leben und poetische Wirklichkeiten in Meïr Aron Goldschmidts abgründig ironischem Realismus, in: Schriften der Storm-Gesellschaft 55 (2006), S. 65–77
- Mogens Brøndsted: Goldschmidts fortællekunst, 1967
- Kenneth H. Ober: Meïr Goldschmidt, Boston, 1976